# San Martín de Valvení
San Martín de Valvení község Spanyolországban, Valladolid tartományban. San Martín de Valvení Olmos de Esgueva, Villarmentero de Esgueva, Cabezón de Pisuerga, Corcos, Valoria la Buena, Cubillas de Cerrato, Piña de Esgueva és Villanueva de los Infantes községekkel határos. Lakosainak száma 84 fő (2024).

## Népesség
A település népessége az utóbbi években az alábbiak szerint változott:
| Lakosok száma | 104  | 105  | 100  | 99   | 98   | 91   | 85   | 83   | 78   | 84   |
|               | 2001 | 2004 | 2007 | 2009 | 2012 | 2014 | 2017 | 2019 | 2022 | 2024 |